# 太原市第二外国语学校
太原市第二外国语学校又名太原市第十八中学，简称太原二外，位於中華人民共和國山西省太原市杏花岭区国师街23号的一所高级中学。其前身是孟步云创办于1909年的私立速成女子师范学堂，1949年后山西省人民政府将学校改名为太原女子师范学校，1961年改为太原幼儿师范学校，1962年改建为太原市第十八中学。1984年加挂太原市外国语学校的校牌。1995年，太原第十八中学与太原外国语学校机构重组分设，国师街校址保留太原第十八中学名称，同时增挂太原市第二外国语学校校牌并延续至今。太原二外的女子排球队曾在2007年全国中学生女子排球锦标赛中获得冠军。2014年派出代表队赴台湾新北南山中学参加模联，获得团体最佳组织奖等多个奖项。

## 资料来源
1. ↑  . www.sxty18.com. 太原市第二外国语学校.   [2017-12-19]. （原始内容存档于2017-12-22）.
2. ↑  . www.gx211.com. 中国高校之窗.   [2017-12-19]. （原始内容存档于2017-12-22）.
3. ↑  张云龙; 白冰. . news.dwnews.com. 新华网呼和浩特. 2007-08-09  [2017-12-19]. （原始内容存档于2017-12-22）.
4. ↑  . tw.people.com.cn. 中国新闻网. 2014-02-20  [2017-12-19]. （原始内容存档于2015-03-30）.